# Епархия Среднего Запада
Епа́рхия Чика́го и Сре́днего За́пада (англ. Diocese of Chicago and the Midwest, также Чика́гская и Среднеза́падная епа́рхия) — епархия Православной Церкви в Америке на территории штатов Айова, Висконсин, Иллинойс, Индиана, Канзас, Миннесота, Миссури, Мичиган, Небраска, Огайо и Северная Дакота.
Кафедральный город — Чикаго. Кафедральный собор — Троицкий (Чикаго).

## История
Старейший приход епархии — в Миннеаполисе — был основан в 1887 году. До 1917 года мигранты-славяне основали 28 из ныне действующих приходов.
Епархия ведёт историю от Чикагского викариатства Алеутской и Северо-Американской епархии Русской Православной Церкви, учреждённого в 1922 году. Епархия продолжила своё существование в составе вскоре обособившейся русской «Северо-Американской митрополии» и обрела статус самостоятельной вероятно в 1930-х годах. Уже с середины 1930-х годов литургию на некоторых приходах начали служить на английском языке.
С 1970 года — в составе автокефальной Православной Церкви в Америке.
Ныне епархия включает в себя приходы и монастыри на территории Средне-Западных штатов США: Айовы, Висконсина, Иллинойса, Индианы, Канзаса, Миннесоты, Миссури, Мичигана, Небраски, Огайо и Северной Дакоты.

## Епископы
- Феофил (Пашковский) (3 декабря 1922 — 1931)
- Алексий (Пантелеев) (1931 — ноябрь 1932)
- Павел (Гаврилов) (12 декабря 1932 — 10 апреля 1933)
- Леонтий (Туркевич) (10 июля 1933 — 8 декабря 1950)
- Иоанн (Гарклавс) (1955 — 17 декабря 1956) в/у, еп. Детройтский
- Дионисий (Дьяченко) (17 декабря 1956 — 5 января 1957)
- Иоанн (Гарклавс) (1 февраля 1957 — сентябрь 1978)
- Борис (Гижа) (11 ноября 1978 — ноябрь 1988)
- Марк (Форсберг) (1988—1992) в/у, еп. Форт-Лодердэйлский
- Иов (Осацкий) (5 ноября 1992 — 18 декабря 2009)
- Иона (Паффхаузен) (декабрь 2009 — 24 февраля 2011) в/у, архиеп. Вашингтонский, митр. всея Америки и Канады
- Тихон (Моллард) (24 февраля — 30 апреля 2011) в/у, еп. Филадельфийский
- Матфий (Моряк) (30 апреля 2011 — 15 апреля 2013)
- Александр (Голицын) (15 апреля 2013 — 27 декабря 2014) в/у, еп. Толедский
- Павел (Гассиос) (27 декабря 2014 — 24 апреля 2022)
- Даниил (Брум) (27 апреля — 18 июля 2022) в/у, еп. Санта-Роузский
- Даниил (Брум) (с 18 июля 2022)

## Благочиния
- Chicago Deanery
- Cleveland Deanery
- Indianapolis Deanery
- Kansas City Deanery
- Michigan Deanery (Midwest)
- Minneapolis Deanery

## Монастыри
- Введенский монастырь (женский; Кантон, штат Огайо)
- Иоанно-Богословский монастырь (мужской; Хайрам, штат Огайо)